# Lagurus
Lagurus es un género de plantas herbáceas de la familia de las poáceas. Es originario de la región del Mediterráneo.

## Descripción
Son plantas anuales. Hojas con vaina de márgenes libres; lígula corta, obtusa y ciliada; limbo lanceolado, plano. Inflorescencia en panícula densa, con ramas hírtulas. Espiguillas con 1 flor hermafrodita, articulada con la raquilla. Glumas subiguales, uninervadas, aristadas. Raquilla prolongada por encima de la flor, hirsuta. Lema lanceolada, con 5 nervios poco marcados, biaristulada y con una arista dorsal; arista dorsal geniculada, con columna retorcida. Pálea con 2 quillas, bífida. Lodículas con 2-3 dientes apicales. Ovario glabro. Cariopsis no surcada. Hilo elíptico.

## Taxonomía
El género fue descrito por Carlos Linneo y publicado en Species Plantarum 1: 81. 1753. La especie tipo es: Lagurus ovatus L.
Etimología
El nombre del género deriva del griego lagos, liebre y oura cola, refiriéndose a la forma de la panícula.
Citología
El número de cromosomas es de: x = 7. 2n = 14. 2 ploidias. Cromosomas ‘grandes’.

## Especies
- Lagurus dalmaticus
- Lagurus dimorphus
- Lagurus freynii
- Lagurus humilis
- Lagurus longifolius
- Lagurus nitens
- Lagurus ovatus L.
- Lagurus paniculatus
- Lagurus siculus[4][5]